# Micranthemum arenarioides
Micranthemum arenarioides är en tvåhjärtbladig växtart som beskrevs av Gomez de la Maza. Micranthemum arenarioides ingår i släktet Micranthemum och familjen Linderniaceae. Inga underarter finns listade i Catalogue of Life.